# Programme de réussite éducative
Le programme de réussite éducative (PRE) est un dispositif de lutte contre l’échec et le décrochage scolaire, créé en 2005 et a pour but la prise en charge individualisée d’enfants âgés de 2 à 16 ans considérés comme « fragiles » sur la base de critères comme l’état de santé psychique, le développement physique et psychologique et l'environnement familial et socioéconomique de l'enfant. 
Le repérage des enfants est fait par la communauté éducative, grâce à la collaboration des RASED, des conseillers d’orientation et des services de santé. Un professeur ou un CPE (dans un collège ou dans un lycée) repèrent ces élèves et les signalent ensuite au chef d'établissement et à l’Inspecteur de l'Éducation nationale.

## Historique

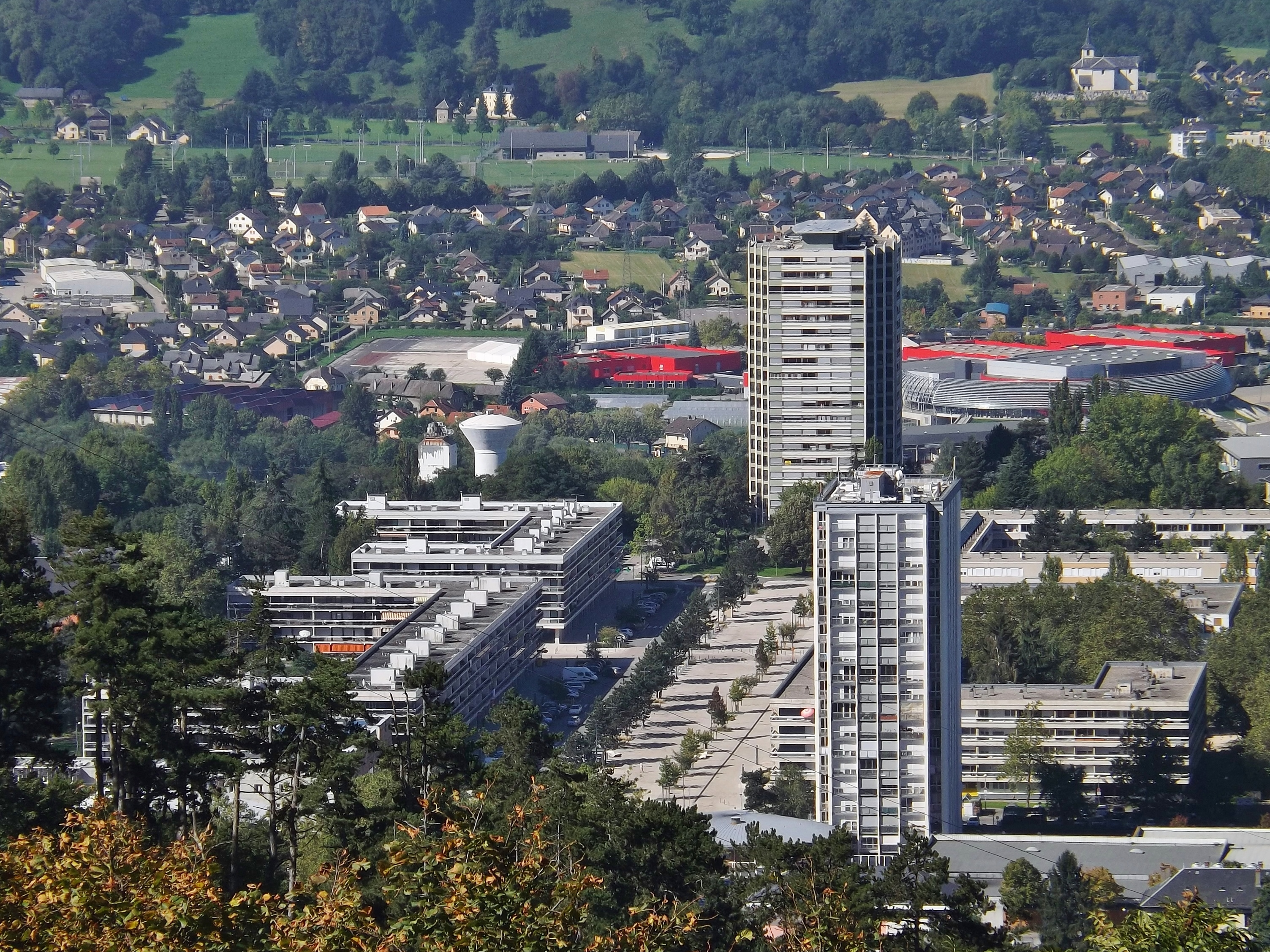
Le quartier prioritaire des Hauts-de-Chambéry.

Le PRE est un des projets de la loi de programmation pour la cohésion sociale du 18 janvier 2005. Le ministre Jean Louis Borloo réforme les emplois, les logements et cherche à mettre en place des dispositifs favorisant l’égalité des chances à l’école dans les quartiers défavorisés. 
Dans cette loi, sont définis les cadres des dispositifs de réussite éducative. Ils s’adressent aux enfants vivant en zone urbaine sensible (ZUS) ou étant scolarisé en Réseau d’Éducation Prioritaire (REP). Ces dispositifs vont concerner les domaines éducatifs, périscolaire, culturel, social ou sanitaire. 
Dans la circulaire du 14 février 2006, le ministère de l’Éducation nationale précise les formes du programme de réussite éducative : des interventions collectives dans les domaines sanitaires et sociaux, une individualisation des parcours et un soutien personnalisé. 
Cette circulaire permet également de repréciser les difficultés pouvant être en jeu dans la mise en place des dispositifs. Elles sont liées à des facteurs sociaux, culturels ou familiaux ou bien des problèmes de santé. 

## Mise en place

### Cadre
Ce dispositif est soutenu par le Commissariat Général à l’Égalité des Territoires (CGET), service de l’État qui lutte contre les inégalités territoriales.  
Il concerne aussi bien le temps scolaire que périscolaire, il permet un accompagnement dans les domaines de l’enseignement (aide aux devoirs, accompagnement scolaire), de la santé (détection de maladie, de problème de vue, de troubles de l’apprentissage,…), du social, de la culture et des sports (faire découvrir aux enfants les loisirs autour de chez eux).
Le PRE travaille en collaboration avec la famille, le but étant de les placer au centre de l’action. Il permet aussi de mobiliser des professionnels comme le Centre Médico Psychologique (CMP) et de coordonner les différents acteurs du champ éducatif, animateurs, éducateurs, enseignants, médecins, psychologues, travailleurs sociaux...
Le Programme de Réussite Éducative se met en place en cinq étapes : 
1. Le repérage et l’identification des difficultés de l’enfant ;
2. Le premier rendez-vous avec les parents et référents : diagnostic de la situation ;
3. L’équipe du PRE rencontre les professionnels ;
4. Le parcours adapté est proposé à la famille ;
5. L’accompagnement débute, l’enfant est suivi dans son évolution.

### Objectifs
L’objectif du PRE est la réussite éducative. Dans le terme de « réussite éducative », contrairement à celui de « réussite scolaire », on intègre des dimensions comme le bien-être de l’enfant, son estime de soi, atteindre ses objectifs professionnels et personnels, pouvoir compter sur l’amitié et la solidarité de ses relations et enfin être en bonne santé. 

### Les chiffres clés (2015-2016)
- 520 Programme de Réussite Éducative actifs ;
- 91 809 bénéficiaires par an, dont 80 % accompagnés en parcours individualisés
- 1 647 équipes pluridisciplinaires de soutien intervenant dans les quartiers
- 70 millions d’euros de crédits de l’état sont mobilisés

## Les internats d’excellence
Les internats d’excellence aussi appelés internats de réussite éducative sont un des axes du programme de réussite éducative. Ce sont des internats dédiés spécialement aux enfants et adolescents visés par le programme. Ils permettent d’offrir à ces élèves un environnement de vie et d’apprentissage neutre permettant de mettre toutes les chances de leur côté. Au sein même de l’établissement sont proposés des activités éducatives, sportives et culturelles ce qui permet d’accompagner ces enfants dans les temps scolaires et extrascolaires. Le nombre d’internats s’élève aujourd’hui en France à 1634.